# Binche-Chimay-Binche 2016
La 29e édition de Binche-Chimay-Binche a eu lieu le 4 octobre 2016. Elle fait partie du calendrier UCI Europe Tour 2016 en catégorie 1.1. La course est remportée par le Français Arnaud Démare (FDJ). Il est suivi par le Tchèque Zdeněk Štybar (Etixx-Quick Step) et par le Belge Jürgen Roelandts (Lotto-Soudal).

## Équipes
| WorldTeams (6)- BMC Racing Team - Etixx-Quick Step - Lotto-Soudal - FDJ - Lotto NL-Jumbo - IAM Cycling Équipes continentales professionnelles (6)- Cofidis, Solutions Crédits - Direct Énergie - Fortuneo-Vital Concept - Roompot-Oranje Peloton - Topsport Vlaanderen-Baloise - Wanty-Groupe Gobert Équipes continentales (7)- Wallonie Bruxelles-Group Protect - Color Code-Arden'Beef - Verandas Willems - T.Palm-Pôle Continental Wallon - Veranclassic-Ago - Leopard - D'Amico Bottecchia |
| |

## Classement final
La course est remportée par le Français Arnaud Démare (FDJ).
| \| Classement général \| Classement général \| Classement général \| Classement général \| Classement général \| \| Coureur \| Coureur \| Pays \| Équipe \| Temps \| \| ------------------ \| ------------------- \| ------------------ \| --------------------------- \| ------------------ \| \| 1er \| Arnaud Démare \| France \| FDJ \| 4 h 30 min 32 s \| \| 2e \| Zdeněk Štybar \| Tchéquie \| Etixx-Quick Step \| + 1 s \| \| 3e \| Jürgen Roelandts \| Belgique \| Lotto-Soudal \| + 12 s \| \| 4e \| Greg Van Avermaet \| Belgique \| BMC Racing Team \| + 13 s \| \| 5e \| Amaury Capiot \| Belgique \| Topsport Vlaanderen-Baloise \| + 14 s \| \| 6e \| Timothy Dupont \| Belgique \| Verandas Willems \| + 15 s \| \| 7e \| Jens Debusschere \| Belgique \| Lotto-Soudal \| + 15 s \| \| 8e \| Adrien Petit \| France \| Direct Énergie \| + 16 s \| \| 9e \| Jonas Van Genechten \| Belgique \| IAM Cycling \| + 16 s \| \| 10e \| Nikolas Maes \| Belgique \| Etixx-Quick Step \| + 16 s \| |                     |          |                             |                 |
| |                     |          |                             |                 |
| Sources : ProCyclingStats Cycling Archives |                     |          |                             |                 |
| Classement général |                     |          |                             |                 |
| Coureur | Coureur             | Pays     | Équipe                      | Temps           |
| 1er | Arnaud Démare       | France   | FDJ                         | 4 h 30 min 32 s |
| 2e | Zdeněk Štybar       | Tchéquie | Etixx-Quick Step            | + 1 s           |
| 3e | Jürgen Roelandts    | Belgique | Lotto-Soudal                | + 12 s          |
| 4e | Greg Van Avermaet   | Belgique | BMC Racing Team             | + 13 s          |
| 5e | Amaury Capiot       | Belgique | Topsport Vlaanderen-Baloise | + 14 s          |
| 6e | Timothy Dupont      | Belgique | Verandas Willems            | + 15 s          |
| 7e | Jens Debusschere    | Belgique | Lotto-Soudal                | + 15 s          |
| 8e | Adrien Petit        | France   | Direct Énergie              | + 16 s          |
| 9e | Jonas Van Genechten | Belgique | IAM Cycling                 | + 16 s          |
| 10e | Nikolas Maes        | Belgique | Etixx-Quick Step            | + 16 s          |